# Dazomet
Dazomet (ISO-naam) is een fungicide, herbicide en nematicide (middel tegen rondwormen).

## Toepassingen
Dazomet wordt gebruikt om grond te ontsmetten vóór die beplant of ingezaaid wordt (bijvoorbeeld vóór het aanleggen van een gazon of een golfbaan). Het is een niet-ozonafbrekend alternatief voor het niet meer toegelaten methylbromide. Het product wordt in de onbeteelde bodem ingewerkt waar het onder de juiste omstandigheden van temperatuur en vochtigheid ontleedt; daarbij komt het actieve bestanddeel methylisothiocyanaat (MITC) vrij. Na toepassing moet een wachttijd gerespecteerd worden van minimaal 3 à 4 weken vooraleer de bodem mag beplant worden.
In vergelijking met methylbromide is dazomet minder efficiënt; er kan resistentievorming optreden als het te frequent gebruikt wordt.
Handelsnamen van de stof zijn onder meer Basamid G (Certis) en Mylone 85W (Hopkins USA).
Dazomet is in de Europese Unie toegelaten als biocide van producttype 8 (houtconserveringsmiddel).

## Toxicologie en veiligheid
Dazomet is irriterend voor de ogen. Herhaaldelijk of langdurig contact kan de huid gevoelig maken. Dazomet is zeer giftig voor waterorganismen.
Het ontleedt als het in contact komt met zuren of water, waarbij giftige gassen zoals koolstofdisulfide vrijkomen.
Dazomet ontleedt bij verhitting boven 120°C, waarbij giftige dampen gevormd worden (onder meer stikstofoxiden en zwaveloxiden).